# Aglikon
Aglikon (tudi genin) je spojina, ki ostane po tem, ko se glikozilna skupina glikozida zamenja z vodikovim atomom.

## Poimenovanje
Skoraj vsi aglikoni imajo končnico -in.
Če o nekem neenostavnem aglikonu govorimo kot o samostojni enoti, običajno dobi končnico -genin. Primerː apigenin. 
Včasih pa je aglikon glikozida enostavna ali pogosta organska molekula, ki je ne poimenujemo s končnico -genin, temveč kar z imenom spojine same. Primerː kvercetin v molekuli rutina.

## Biokemija
Molekula glikozida se pod vplivom encimov hidrolaz cepi na aglikon (nesladkorni del) in glikon (sladkorni del).
Specifičnost hidrolaz pogojujejo:
- vrsta sladkorja
- tip in položaj vezi
- vrsta aglikona

## Uporaba

### Farmacija
Aglikoni kot sestavni deli glikozidov se v farmaciji uporabljajo kot zdravilne učinkovine v fitofarmakih (zdravilih rastlinskega izvora). Nosilci farmakodinamskega učinka so navadno aglikoni, medtem ko sladkorni del vpliva le na njihovo farmakokinetiko. Ocenjuje se, da naj bi skoraj 50 % farmakopejskih rastlinskih drog vsebovalo glikozide in s tem aglikone kot glavne učinkovine.

## Primeri
Na primer, aglikon purpurea glikozida A (kardiotoničnega glikozida iz škrlatnega naprstca) je steroidna molekula digitoksigenina.